# اس‌اس آنتیل (۱۹۰۷)
اس‌اس آنتیل (۱۹۰۷) (به انگلیسی: SS Antilles (1907)) یک کشتی بود. این کشتی در سال ۱۹۰۷ ساخته شد.